# Mateo Seoane Sobral
Mateo Seoane Sobral (Valladolid - 21 de setembre de 1791 - 1 de juny de 1870) va ser un metge i naturista espanyol que va exercir la medicina a la ciutat de Madrid. Va ocupar en la seva vida diversos càrrecs, acadèmic de la Reial Acadèmia Nacional de Medicina des de 1861, Inspector General dels Hospitals Militars (presentant profundes reforma del Cos de Sanitat Militar). Va ser un dels precursors de l'higienisme a Espanya durant el segle xix. Fou un dels primers de recopilar informació del còlera en altres països, preparant les pandèmies de còlera que assolarien Espanya. Va presentar diversos articles sobre matèria mèdica, higiene pública i privada. De la mateixa forma va tenir algun contacte amb la política.

## Biografia
Des de molt petit destaca en els estudis. En 1803 cursa estudis en filosofia en la Universitat de Valladolid i destacà en les Càtedres de Química, Agricultura i Geografia. Obté el grau de batxiller en Medicina en 1810, i dos anys més tard la llicenciatura a Salamanca. En el transcurs de dos cursos acadèmics va ser catedràtic substitut de Filosofia. Va exercir la professió a Rueda (Valladolid) com a metge titular, i posteriorment en 1822 va ser elegit diputat per Valladolid. Va formar part de la Comissió de Salut Pública per elaborar el projecte de Llei Sanitària. Com a liberal va haver d'emigrar a Londres de 1823 a 1834, on va estar exercint, cosa que li va proporcionar prestigi. En tornar fou elegit president de la Real Sociedad Económica Matritense de Amigos del País. Va influir en la creació del Cos Militar de Sanitat (1836), en el Pla d'Estudis de 1845, la legislació sobre higiene i la Llei Orgànica de Sanitat de 1855.
Fou nomenat acadèmic de la Reial Acadèmia Espanyola en 1841, acadèmic fundador de la Reial Acadèmia de Ciències Exactes, Físiques i Naturals en 1847, i fou el primer president de la Secció de Ciències Naturals. En 1861 fou escollit acadèmic de número de la Reial Acadèmia Nacional de Medicina.

## Obres
- Diccionario hispano-inglés e inglés-español
- Informe acerca de los principales fenómenos observados en la propogacion del cólera indiano por Inglaterra y Escocia, Londres 1832
- Instrucciones generales sobre el modo de preservarse del cólera-morbo epidémico, con indicaciones acerca de su método curativo, Madrid 1834